# Sopdet
Sopdet (tiếng Ai Cập: Spdt, nghĩa là "Tam giác"), còn gọi là Sothis trong tiếng Hy Lạp cổ đại (Σῶθις; Sôthĭs), là nữ thần hiện thân của sao Thiên Lang, ngôi sao sáng nhất trên nền trời đêm, trong tôn giáo Ai Cập cổ đại. Trong nhiều thần thoại, Sopdet được đồng nhất với nữ thần Isis.

## Mô tả

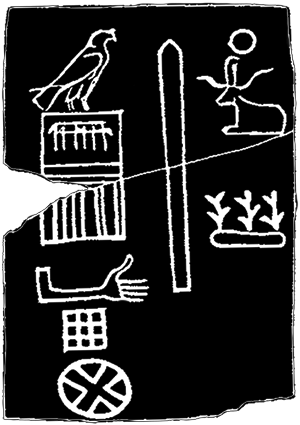
Thẻ ngà của vua Djer, bò thiêng Sopdet ở góc phải trên (bản vẽ lại)

Hình ảnh sớm nhất được biết đến của Sopdet được tìm thấy trên một tấm thẻ bằng ngà thời pharaon Djer thuộc Vương triều thứ Nhất tại Abydos. Bà được mô tả một con bò đang nằm nghỉ, với một biểu tượng hình cây giữa hai sừng, phía trên là một vòng tròn (có lẽ tượng trưng cho Thiên Lang).
Sopdet xuất hiện với nhiều hiện thân khác nhau do tính nguyên hợp trong thần thoại Ai Cập, nhưng thường thấy là một người phụ nữ đang đứng, đầu đội ngôi sao 5 cánh. Satis, nữ thần làm ra lũ lụt sông Nin hằng năm vào thời điểm sao Thiên Lang mọc, do đó được hợp nhất với Sopdet, đầu đội vương miện Hedjet có cặp sừng cong.
Ngoài ra, trên phù điêu Hoàng đạo Dendera (tại đền Dendera), Sopdet được miêu tả là một con bò đang nằm, phía trên đầu là một ngôi sao. Hiện thân này của bà lại được đồng nhất với nữ thần Hathor.

## Thần thoại

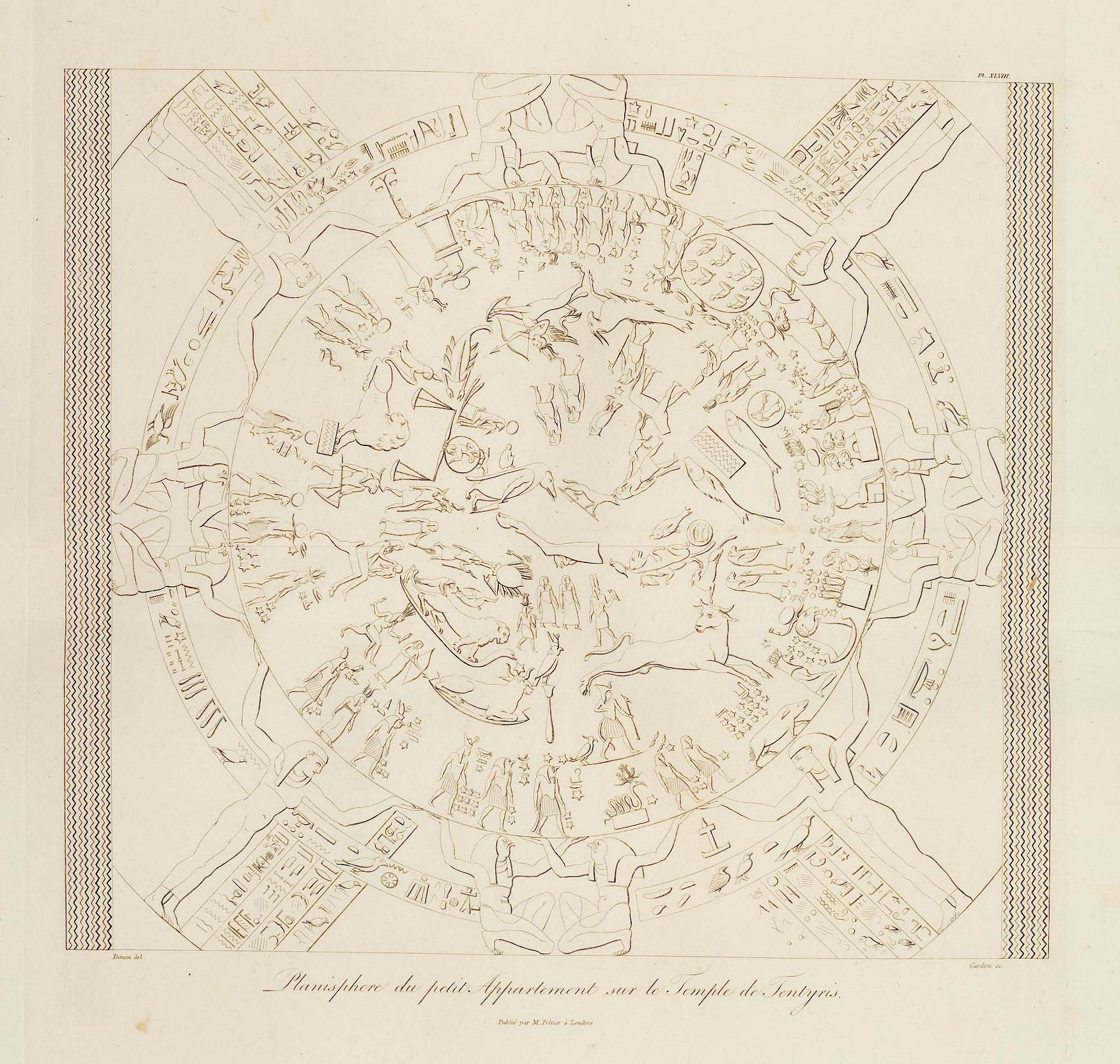
Bản vẽ lại Hoàng đạo Dendera trong Voyage dans la basse et haute Egypte (1802). Sopdet là con bò đang nằm (ngay dưới trung tâm, bên trái)

Khi tách riêng, Sopdet là vợ của Sahu (hay Sah), vị thần hiện thân của Đai lưng Lạp Hộ hoặc sao Lão Nhân tùy theo thần thoại từng triều đại. Con trai của hai người là Netjer-dwau, hiện thân của sao Mai, thiên thể sáng thứ ba trên bầu trời chỉ sau Mặt Trời và Mặt Trăng, tượng trưng cho sự tái sinh nơi chân trời phía đông.
Trong Văn tự kim tự tháp (thời kỳ cuối Cổ Vương quốc), lời khấn văn thứ 366 có đề cập đến sự giao hợp giữa Osiris và Isis như sau:
Hỡi Osiris (...) Người chị/em gái của ngài, Isis, đã đến bên ngài, hân hoan vì tình yêu của ngài. Ngài đã đặt phu nhân lên dương vật mình, và tinh dịch từ ngài tuôn trào vào phu nhân – người đã sẵn sàng như Sopdet – và Horus-Sopdu đã sinh ra từ ngài, như thể Horus sống trong Sopdet.
Từ đó có thể thấy, ngay từ thời kỳ các vương triều đầu tiên, bộ ba Sopdet–Sahu–Netjer-dwau/Sopdu đã sánh ngang và được hợp nhất tương ứng với bộ ba Isis–Osiris–Horus. Như trong lời khấn văn thứ 266 của Văn tự kim tự tháp, Sahu được gọi là anh/em trai của Sopdet. Còn Sopdu, vừa mang hiện thân là chim ưng như Horus, vừa là người bảo hộ vùng biên giới phía đông Ai Cập, còn Netjer-dwau trên một dòng văn tự được gọi là Horus nơi cõi Duat (vì Isis mang thai Horus ở cõi âm). Khi Sopdet và Sahu hợp nhất với Isis và Osiris, cả hai thường được mô tả đứng trên hai con thuyền thiêng.
Trong mọi bản đồ sao và hệ thống thiên văn học Ai Cập cổ, Sopdet luôn được xem là người dẫn đường cho các ngôi sao và hành tinh. Cũng theo Văn tự kim tự tháp, sau khi mất, linh hồn pharaon sẽ hòa làm một với Sopdet, kết thúc hành trình nơi trần gian.

## Báo hiệu lũ lụt

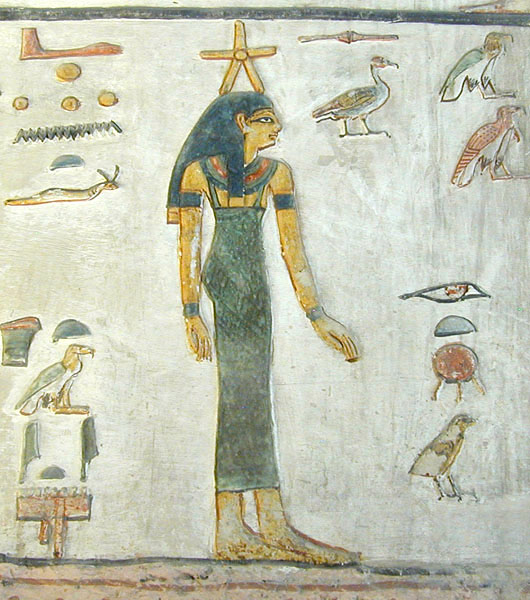
Sopdet trên tường mộ KV17 của Seti I

Sự xuất hiện hằng năm của nữ thần Sopdet báo hiệu rằng Khnum, vị thần ngự trên thác nước gần Aswan, sẽ mở cửa hang để dòng nước lũ đổ về đồng bằng, sông Nin sẽ bắt đầu dâng cao, ngập tràn và bồi đắp phù sa cho đồng ruộng.
Ghi chép sớm nhất liên quan đến sự xuất hiện trở lại của Sopdet, hay nói cách khác chính là sự trở lại sau một khoảng thời gian biến mất của ngôi sao Thiên Lang, là vào ngày 16 của tháng thứ 4 mùa Peret năm thứ 7 triều pharaon Senusret III, thuộc Vương triều thứ 12. Dựa trên thông tin này, các học giả xác định ngày đó tương ứng khoảng năm 1870 TCN, với sai số từ 1 đến 5 năm tùy thuộc vào vị trí địa lý quan sát (ngày mọc của Thiên Lang thay đổi theo vĩ độ). Một ghi chép sau đó về sự xuất hiện của Sopdet đến từ năm thứ 9 dưới triều pharaon Amenhotep I (Vương triều thứ 18), ngày 9 của tháng thứ 3 mùa Shomu, ước tính rơi vào khoảng từ năm 1554 đến 1534 TCN.
Tại một thời điểm nào đó trong thiên niên kỷ thứ năm hoặc thứ tư TCN, Sopdet xuất hiện gần như cùng lúc với thời điểm bắt đầu mùa lũ sông Nin. Người Ai Cập khi đó mới công nhận Sopdet là sự báo hiệu của mùa lũ, và lịch Ai Cập dựa theo chu kỳ của sao Thiên Lang được tạo ra từ đó. Sự trùng hợp giữa lần mọc đầu tiên của Sopdet (hay sao Thiên Lang) và ngày đầu năm lịch Ai Cập xảy ra mỗi 1460 năm một lần (theo lịch Julius). Người Ai Cập xem đó là sự kết thúc một chu kỳ vũ trụ và là sự khởi đầu của một chu kỳ mới. Sự kiện nước lũ dâng và sao Sopdet mọc đánh dấu khởi đầu một năm mới, gọi là Wepet-Renpet (wp-rnpt).

## Sự tái sinh
Do sự giao hội nên ánh sáng Mặt Trời sẽ làm lu mờ ánh sáng của Sopdet, hay sao Thiên Lang, mỗi năm một lần. Khi đó, Sopdet sẽ biến mất khỏi bầu trời trong khoảng 70 ngày và xuất hiện trở lại ở chân trời phía đông trước lúc Mặt Trời mọc. Theo thần thoại, 70 ngày này là khoảng thời gian mà nữ thần Isis lặn lội tìm kiếm Osiris và hồi sinh cho ông. Khoảng thời gian này quan trọng đến mức quá trình ướp xác người chết kéo dài đúng 70 ngày, để họ có thể được tái sinh ở bên kia thế giới.